# Себасчън (окръг, Арканзас)
Окръг Себасчън (на английски: Sebastian County) е окръг в щата Арканзас, Съединени американски щати. Площта му е 1414 km², а населението – 125 744 души (2010). Административни центрове са градовете Форт Смит (северен район) и Грийнуд (южен район).